# 안경진 (성우)
안경진(安京珍, 1956년 7월 4일 ~ )은 대한민국의 성우이다. 1977년 DBS에 입사했으며, 언론통폐합으로 현재는 KBS 15기로 분류된다. 한국방송 성우극회 소속.
그녀는  소년 역할을 많이 맡았다.
그녀는 이기철 역할을, 신세기 에반게리온에서 이카리 신지 역할을 맡았다.
굵은 글씨는 메인 캐릭터.

## 애니메이션

### KBS
- 개구쟁이 데니스 (KBS)
- 꼬비꼬비 (KBS) - 옥반지, 꽃신, 뺑구, 놀부 아내
- 디지몬 어드벤처 (KBS) - 장한솔
- 디지몬 어드벤처 02 (KBS) - 서정우, 장한솔
- 또봇 V (KBS) - 남희
- 마다가스카 (KBS) - 글로리아
- 보리와 짜구 (KBS) - 별남
- 수수께끼 블루 (KBS)
- 슈퍼소년 마이티 맥스 (KBS)
- 영광의 레이서 (KBS) - 차혜성
- 옛날 옛적에 (KBS) - 나무, 무당, 엄마 참새, 엄마 부엉이, 엄마 다람쥐
- 은비까비의 옛날옛적에 (KBS) - 복돌이
- 천방지축 하니 (KBS) - 해설, 이맹숙(준태 엄마), 하니 고모
- 천사소녀 네티 (KBS) - 샐리 / 천사소녀 네티
- 출동! 바이오 용사 (KBS) - 로크 원 / 메그 베넷
- 카드왕 믹스마스터 (KBS) - 디트
- 최강 합체 믹스마스터 (KBS) - 디트

## 타사
- DNA^2 (애니맥스)
- 갓슈벨 (애니원) - 조피스
- 갓슈벨 2 (애니원) - 조피스
- 곰돌이 푸 (90년 더빙판/KBS) - 크리스토퍼 로빈
- 긴급출동 구조~대 (애니맥스) - 웬대대 대 디
- 꼬마공룡 딩크 (SBS)
- 꾀돌이 삼총사 (SBS)
- 나루토 질풍전 (투니버스) - 시마
- 달려라 부메랑 (SBS)
- 디지몬 크로스워즈 (대원방송) - 서정우
- 드래곤볼Z (비디오) - 크리링
- 레이디 죠지 (비디오) - 베키 클라크
- 레츠고 MBA (SBS)
- 마물헌터 요자 (비디오) - 나수정
- 마법신화 라그나로크 (SBS) - 타키우스
- 매일엄마 (투니버스) - 할머니
- 몬스터 (투니버스) - 페트라
- 뷰티풀 조 (투니버스) - 지나
- 블랙캣(애니맥스) - 에키드나 파라스, 리온 엘리어트, 시키
- 빛의 전사 프리큐어 (SBS) - 묵진솔, 지서경, 시연의 할머니, 유천의 할머니
- 프리큐어 Max Heart (애니원) - 묵진솔, 지서경, 시연의 할머니, 유민희, 하모닝
- 신비한 별의 쌍둥이 공주 (투니버스) - 카멜롯, 아무르
- 신세기 에반게리온 (비디오) - 이카리 신지
- 스피드왕 번개(SBS) - 박지윤, 장길순, 조가람
- 여기는 공원 앞 파출소 (투니버스) - 부소장 부인
- 오란고교 사교클럽 (투니버스) - 타마키의 할머니
- 이누야샤 (애니원) - 코하쿠
- 이상한 나라의 앨리스 (KBS) - 앨리스
- 짱구는 못말려 (SBS) - 채성아, 치타
- 천방지축 덩크슛 (SBS) - 코치
- 코끼리왕 바바 (EBS) - 셀레스트
- 쿵푸팬더 전설의 마스터 (니켈로디언) - 스콜피온
- 크르노 크루세이드 (투니버스) - 점쟁이
- 탑블레이드 (SBS) - 레이
- 테니스의 왕자 (SBS) - 고미옥
- 트랙시티 (SBS)
- 판타스틱 칠드런 (애니맥스) - 세라피느
- 하늘이와 구름요정 (애니원) - 피리 부인, 코알라
- 헌터X헌터 (애니원) - 할머니
- 아발로 왕국의 엘레나 (디즈니채널) - 루이사
- 라푼젤 시리즈 (디즈니채널) - 마더 고델
- 신비아파트: 고스트볼의 비밀 (투니버스) - 마고할망
- 포켓몬스터 XY (투니버스) - 아젤리아

### 영화 애니메이션
- 돼지코 아기공룡 임피의 모험 (KBS) - 펙
- 디지몬 어드벤쳐 스페셜 OUR WAR GAME (투니버스) - 장한솔
- 라푼젤 (MOVIE) - 마더 고델
- 리틀 프린세스 소피아: 엘레나와 비밀의 아발로 왕국 - 슈리키
- 메리다와 마법의 숲 - 엘리노 여왕
- 벅스 라이프 - 로지
- 붕가부 (KBS) - 징
- 슈렉 2 (KBS) - 요정 대모 (제니퍼 선더스)
- 아야와 마녀 - 원장 선생님
- 우리사이 짱이야 (KBS) - 김준호
- 월리스와 그로밋 - 거대토끼의 저주 - 레이디 토팅턴
- 쥴리의 육지 대모험 (MOVIE) - 머털
- 쿵푸팬더 2 (MOVIE) - 점쟁이 염소
- 헷지 (KBS) - 패니
- 호튼 - 마리 박사

### 외화

#### 전담배우
- 다이앤 키턴
  - 대부 (KBS) - 케이
    - 대부 2 (KBS) - 케이
    - 대부 3 (KBS) - 케이

  - 지금은 통화중 (KBS) - 조지아
- 엘리자베스 슈
  - 드리머 (KBS) - 릴리 크레인
  - 라스베가스를 떠나며 (KBS) - 세라
  - 할로우 맨 (KBS) - 린다
- 미란다 리처드슨
  - 대마법사 멀린 (KBS) - 맵 여왕
  - 오페라의 유령 (KBS) - 마담 지리
  - 해리포터와 불의 잔 (SBS) - 리타 스키터

#### 드라마
- 강호풍운록 (KBS) - 금무잠 (조아지)
- 경감 메그레 시즌 2 (KBS) - 로자(로레인 아쉬본느) / 나탈리(틸리 보스부룩)
- 닥터 지마스 (텔레노벨라) - 노노까
- 닥터 후 (KBS) - 재키 타일러 (카밀 코두리)
- 로마 (SBS) - 아티아 (폴리 워커)
- 리얼 휴먼 (KBS) - 잉에르 (피아 할보르센)
- 리포터즈 (KBS) - 카트린(크리스틴 부와송)
- 불멸의 사나이 (KBS)
- 슈퍼소년 앤드류 (KBS) - 뚱보 아줌마
- 스캔들 (KBS) - 샤론 (미미 케네디)
- 전격 Z 작전(KBS) - 에이프릴(리베카 홀든)
- 전쟁과 평화(KBS) - 안나 미하일(레베카 프론트) / 아니시야(케이트 플릿우드)
- 어글리 베티 (KBS) - 윌레미나 (버네사 윌리엄스)
- 한여름 밤의 꿈 (KBS) - 퀸스 부인(일레인 페이지)
- 코스비 가족 만세 (KBS) - 바네사(템페스트 블레드소)

#### 영화
- 13번째 전사 (KBS) - 윌루 (다이앤 베노라)
- 6번째 날 (KBS) - 나탈리 (웬디 크로슨)
- 게이샤의 추억 (KBS) - 니타 부인 (모모이 카오리)
- 결전 (KBS) - 엽자청(양공여)
- 굿바이 뉴욕, 황금을 찾아라 (SBS) - 바버라 (패트리샤 웨팅)
- 귀여운 여인 (KBS) - 키티 (로라 산 지아코모)
- 글로리아 (SBS)
- 꾸러기 전쟁 (KBS) - 루시(마리스 카트라이트) / 프랑소와(민 부 뒥)
- 나의 그리스식 웨딩 (KBS) - 마리아 (레이니 카잔)
  - 나의 그리스식 웨딩 2 (KBS) - 마리아 (레이니 카잔)
- 난파선 (KBS) - 하콘(스티안 스메스타드)
- 내 이름은 던스턴 (KBS) - 듀프라우(페이 더너웨이)
- 다크니스 (KBS) - 엄마 (레나 올린)
- 단테스 피크 (SBS) - 레이첼 (린다 해밀턴)
- 더블 로맨스 (KBS) - 로위나 (게일 오그래디)
- 덤 앤 더머 (KBS) - 헬렌(테리 가)
- 덤 앤 더머 (SBS) - 할머니(코니 소여)
- 데스퍼레이트 (SBS)
- 도학위룡 3 (SBS) - 쥬디 (매염방)
- 동방삼협 (SBS) - 동동 (매염방)
- 드림캐처 (SBS) - 어린 비버(리스 톰슨)
- 라붐 (SBS)
  - 라붐 2 (SBS) - 페네로프 엄마
- 라이온 킹 - 사라비 (앨프리 우더드)
- 라인 스톤 (SBS)
- 러브 레터 (SBS) - 쟈넷 (엘런 디제너러스)
- 러브 체인지 (KBS) - 카라고드스키 부인(예카테리나 스트리체노바)
- 리썰 웨폰 (SBS) - 트리쉬 머터프(달린 러브)
- 링 2 (KBS) - 템플 박사(엘리자베스 퍼킨스)
- 마니 (KBS) - 마니 (티피 헤드렌)
- 마이티 덕 2 (KBS)
- 마이티 덕 3 (KBS)
- 마이 리틀 자이언트 - 여왕(퍼넬러피 윌턴)
- 매디슨 카운티의 다리 (KBS) - 캐롤라인(애니 콜리)
- 머나먼 여정 (KBS)
- 명탐정 디씨 (KBS)
- 마크 오브 엔젤(KBS) - 엘자 발랑탱 (캐서린 프로트)
- 말콤 X (KBS) - 베티 (앤절라 바셋)
- 머스킷티어 (KBS) - 앤 왕비 (카트린느 드뇌브)
- 미스터 디즈 (KBS)
- 바라바 (KBS) - 라헬 (실바나 망가노)
- 바람과 함께 사라지다 (SBS) - 마미 (해티 맥대니얼)
- 발리우드 할리우드 (KBS) - 트윙키 (리쉬마 말리크)
- 방세옥 2 (SBS) - 묘취화 (샤오팡팡)
- 사랑의 만화경 (SBS) - 메건 (클라우디아 크리스찬)
- 백 투 더 퓨처 (90년 더빙판/KBS) - 로레인 (리 톰슨)
- 버틀러: 대통령의 집사 (KBS) - 글로리아 게인즈 (오프라 윈프리) / 에너베스 웨스트폴 (바네사 레드그레이브)
- 법외정 (KBS) - 유혜란 (섭덕한)
- 블라인드 가이 (KBS) - 에반스 박사 (제인 시무어) / 리자의 어머니 (사티아 지수다슨)
- 블랙 독 (SBS)
- 블랙 벌룬 (KBS) - 매기 (토니 콜렛)
- 비욘드 랭군 (KBS) - 로라 (퍼트리샤 아켓)
- 사랑과 미움의 교차로 (KBS)
- 사랑의 마라톤 300마일(KBS) - 엔지(미나 바스케즈)
- 새 (KBS) - 멜라니 (티피 헤드런)
- 석양의 갱들 (KBS)
- 성룡의 홍번구 (SBS) - 엘렌 (매염방)
- 세상의 모든 계절 (KBS) - 메리 (레슬리 맨빌)
- 센스 앤 센서빌리티 (KBS) - 샬롯 제닝스 팔머 (이멜다 스탠턴)
- 슈퍼맨 [1997년 더빙판] (KBS) - 로이스 레인 (마곳 키더)
  - 슈퍼맨 2 [1997년 더빙판] (KBS) - 로이스 레인 (마곳 키더)
  - 슈퍼맨 3 (SBS) - 로이스 레인 (마곳 키더)
- 스파이 키드 2: 잃어버린 꿈들의 섬 (SBS) - 게리 (맷 오리어리)
- 스페이스 잼 (SBS) - 롤라(캐스 수시)
- 슬립워커 (KBS) - 모니카 (에바 칼손)
- 신데렐라 - 새 엄마(케이트 블란쳇)
- 아메리칸 스플렌더 (KBS) - 앨리스 (매기 무어)
- 아이덴티티 (KBS) - 캐롤라인(레베카 드 모네이)
- 아이들의 훈장 (KBS) - 이 선생 (자오 루웨이)
- 아이 엠 러브(채널 A) - 이다(마리아 파이아토)
- 어둠속의 8일 (KBS)
- 언컨디셔널 러브 (SBS) - 그레이스 바즐리 (캐시 베이츠)
- 오명(KBS) - 엘리시아 휴버먼(잉그리드 버그먼)
- 인생(KBS) - 카티
- 언더 더 세임문 (KBS)
- 엠마 (KBS) - 해리엇 (토니 콜렛)
- 예수라 불리는 아이 (SBS) - 마리아(아레네 파파스)
- 우정 (KBS) - 호레이쇼(더글라스 스콧)
- 울어야 사는 여자 (KBS) - 도레이 (힐다 코로넬)
- 원스 어폰 어 타임 인 아메리카 (KBS) - 데보라 (엘리자베스 맥고번)
- 원초적 본능 2 (KBS) - 밀레나 가도쉬 (샤롯 램플링)
- 웨어 더 머니 이즈 (KBS) - 캐롤 (린다 피오렌티노)
- 위험한 도박 (KBS)
- 위험한 진실 (KBS) - 애니 (킴 디킨스)
- 유령작가 (KBS) - 루스 랭 (올리비아 윌리암스)
- 유산상속 벼락부자 (SBS) - 제니퍼
- 이브닝 (KBS) - 코니 (나타샤 리차드슨)
- 인 더 베드룸 (SBS) - 루스 파울러 (시시 스파이섹)
- 인 굿 컴퍼니 (KBS) - 앤 (마그 헬겐버거)
- 일급 살인 (KBS)
- 자호접 (KBS) - 여관 주인(요코 마지마)
- 재회 (KBS)
- 젤리피쉬 (KBS) - 닐리 (미리 파비앙)
- 졸업 (KBS) - 신시아 (토니 콜렛)
- 죽음의 씨앗 (KBS) - 할머니
- 줄리아 (KBS)
- 지옥의 묵시록 (90년 더빙판/KBS)
- 찰리야 부탁해 (디즈니 채널) - 데브니 (패트리샤 벨처), 간호사 외
- 취권 2 (SBS) - 새엄마
- 콘택트 (KBS) - 레이철 (앤절라 바셋)
- 콜리야 (SBS) - 클라라 (리뷰즈 사프란코바)
- 쿵후 선생 (KBS) - 마샤 (뎁 스나이더)
- 클리프행어 (KBS) - 제시 데린 (제닌 터너)
- 킴 베신저의 쿨 월드 (SBS)
- 텀블위즈 (KBS) - 메리조 (자넷 맥티어)
- 투 웡 푸 (KBS) - 캐롤라인 (스톡카드 채닝)
- 티벳에서의 7년 (KBS) - 페마 라키 (라크파 삼초) / 쿤둔의 어머니 / 라디오 방송
- 파니와 엘비스 (SBS)
- 파이터 (KBS) - 앨리스(멀리사 리오)
- 플루토에서 아침을 (KBS) - 캐롤린(샬린 맥케나) / 교사(라이낙 오그래디)
- 하나 그리고 둘 (KBS) - 엄마
- 하루, 48시간 (KBS) - 안나 (빅토리아 아브릴)
- 할리우드 박사 (KBS) - 루 (줄리 워너)
- 해리가 샐리를 만났을 때 (SBS) - 마리 (캐리 피셔)
- 해커스 (KBS) - 테리 (캐런 앨런)
- 허리케인 카터 (KBS) - 리사 (데버러 카라 엉거)
- 현 위의 인생 (SBS) - 국수집 부인
- 화이트 마사이 (KBS)
- 최후의 전사 (KBS) - 바론의 딸
- 벤10: 과거로의 질주 (카툰네트워크) - 달튼 (알로마 라이트)
- 명탐정 코난 드라마스페셜 - 괴조 전설의 수수께끼 (투니버스)
- 말괄량이 마법학교 (투니버스) - 캐클
- 베토벤 (SBS) - 앨리스 (보니 헌트)
- 자칼 (SBS) - 이자벨라 (다이앤 베노라)
- 하우스 어레스트 (SBS) - 루이스 (캐롤라인 아론)
- 에어포트 (KBS) - 타냐 (진 세버그)
- 타인의 취향 (KBS) - 마니 (아녜스 자우이)
- 마지막 카운트다운 (KBS)
- 나의 사랑 나의 기사 (KBS)
- 도망자 2 (SBS)
- 뉴욕 세 남자와 아기 (KBS) - 레베카 (마가렛 콜린)
- 마농의 샘 (KBS)
- 프리즌(영어판) (KBS) - 캐서린 (첼시 필드)
- 붉은 유혹 (KBS)

### 내래이션

#### 교양/다큐멘터리
- 순간포착 세상에 이런일이 (SBS)
- 열린 TV 시청자 세상 (SBS)
- 체험 지구촌 홈스테이 (SBS)
- 주주클럽 (KBS2)
- 운전가요앨범(TBN부산교통방송)
- 화첩기행(TJB)
- 와 e멋진세상(MBC)
- 청주MBC 창사39주년 특집HD 다큐멘터리 '무항생제 축산의 미래,자연순(청주MBC)
- 소설극장(마당깊은 집)(KBS 라디오)
- 소설극장(제비를 기르다)(KBS 라디오)

### 그외 및 기타
- 이솝이야기 (오디오 테이프 녹음) 학습판 TV동화
- 국민학교/초등학교 제5~6차 교육과정 1~6학년 감상음악 (한양음반)
- 레인보우 살인사건 (옛날방송국) - 원종애

## 수상 경력
- 2010년 한국방송대상 성우상